# Georges Romanovitch
Pour les articles homonymes, voir Romanovitch.
Georges Romanovitch, né le 30 août 1930 à Cagnes-sur-Mer, est un pianiste franco-russe.

## Biographie
Il étudie à l'école municipale de musique de Nice, sous la direction d'Albert Ribollet.
Georges Romanovitch écrit la musique de plusieurs œuvres de Bernard Dimey. Il a été l'accompagnateur de Stéphane Grappelli, Lucienne Boyer, Édith Piaf, Enrico Macias et Jacques Brel.
Il habite en 2024 la ville de Gaillard, proche de Genève.